# Farnhill
Farnhill is een civil parish in het bestuurlijke gebied Craven, in het Engelse graafschap North Yorkshire met ongeveer 500 inwoners.